# Hechos del ¡Cu-Cut!

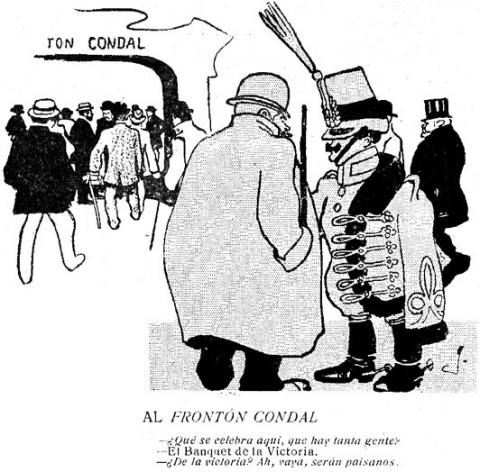
Viñeta aparecida en la revista satírica ¡Cu-Cut! que provocó la ira de los militares.El pie dice:
AL FRONTON CONDAL
-¿Qué se celebra aquí que hay tanta gente?
-El Banquet de la Victòria.
-¿De la Victoria? Ah, vaya, serán paisanos.

Se conocen como los hechos del ¡Cu-Cut! el asalto por parte de oficiales del ejército de la redacción y los talleres de la revista satírica catalanista ¡Cu-Cut! y los del diario La Veu de Catalunya que tuvo lugar en Barcelona el 25 de noviembre de 1905, durante el periodo constitucional del reinado de Alfonso XIII. El motivo fue la publicación de una viñeta humorística que los oficiales consideraron injuriosa. Los agresores no solo no fueron detenidos y juzgados sino que recibieron el apoyo de los altos mandos del Ejército y del rey Alfonso XIII. Meses después las Cortes aprobaron una Ley de Jurisdicciones que establecía que los tribunales militares serían los que juzgarían a partir de entonces los delitos contra la Patria y el Ejército. A raíz de la impunidad en que quedaron los asaltantes y de la promulgación de la Ley de Jurisdicciones nació Solidaritat Catalana, una coalición de casi todas las fuerzas políticas de Cataluña que consiguió un resonante triunfo en las elecciones generales de 1907. A partir de ese momento la «cuestión catalana» se convirtió en unos de los problemas principales de la política española. En conclusión, los hechos del ¡Cu-Cut! constituyeron, según el historiador Javier Moreno Luzón, «el primer choque entre poder civil y militar del siglo XX y una subida notable en la temperatura del conflicto nacionalista».

## Antecedentes
Como ha señalado el historiador Javier Moreno Luzón, a principios del siglo XX «la reacción españolista más contundente [contra los nacionalismos catalán y vasco] provino del ejército, erigido en campeón de la unidad de España contra cualquier amenaza separatista, real o imaginaria. Los militares, escamados por las acusaciones que se habían vertido contra ellos tras la derrota ultramarina y con un hipertrofiado sentido del honor, actuaban cada vez más como una corporación ajena a los partidos —aunque todavía coleasen los conatos de pronunciamiento republicanos— y muy crítica ahora con los políticos profesionales, a los que achacaban del Desastre». El periódico La Correspondencia Militar se ofreció al nuevo rey Alfonso XIII el mismo mes de su acceso al trono, mayo de 1902, para «restablecer el crédito, la prosperidad, la grandeza y los prestigios que en luenga época de desastres, por falta de ideales verdaderamente patrióticos, perdió la nación que un día fue la más grande de todas las naciones». Ese mismo año un grupo de militares atacaron un centro nacionalista vasco en Bilbao.
En abril de 1904 el rey viajó a Cataluña por iniciativa del gobierno del conservador Antonio Maura con el fin de popularizar la institución monárquica y también como un desafío a los catalanistas. La favorable acogida popular que recibió Alfonso XIII paseando a caballo por las calles de Barcelona vestido de capitán general, hizo cambiar de opinión a la Lliga Regionalista, el principal partido nacionalista catalán, que hasta entonces había manifestado que no acudiría a los actos oficiales previstos. Así sus concejales estuvieron presentes en la recepción oficial del Ayuntamiento de Barcelona del 7 de abril y aprovecharon la ocasión para presentar las demandas del catalanismo. Un joven Francesc Cambó tomó la palabra para pedir al rey «todas las autonomías de los organismos naturales: de la región, del municipio, de la familia». A la petición de autonomía el rey respondió que «uno de mis más fervientes deseos es conocer con puntualidad los deseos de mis súbditos; si de mí dependiera, muy luego tendríais concedido cuanto pedís». La intervención de Cambó fue muy elogiada por la prensa conservadora y catalanista moderada, pero fue duramente criticada por los republicanos y por algunos miembros de la Lliga encabezados por el arquitecto Lluís Domènech i Montaner. La prensa de Madrid destacó la indisciplina de Cambó que saltándose el protocolo se había dirigido al rey de forma impertinente. Por otro lado, después de un discurso del presidente del Instituto Agrícola Catalán de San Isidro en su mayoría pronunciado en catalán el rey prometió aprender el catalán «para entenderme mejor con vosotros cuando venga a Barcelona». Como han destacado Javier Tusell y Genoveva García Queipo de Llano, «el viaje, aun criticado, concluyó de forma beneficiosa a la vez para la Monarquía y para Maura, el presidente del Gobierno, quien, en una carta al embajador español en Londres, llegó a manifestar: la memoria tiene que remontar muchos años para evocar manifestación monárquica comparable».

## Los hechos
El 25 de noviembre de 1905 un grupo de oficiales asaltó en Barcelona la redacción del semanario satírico catalanista "¡Cu-Cut!" por la publicación de una viñeta en la que se ironizaba sobre las derrotas del ejército español. También fue asaltada la redacción de otra publicación catalanista, el diario La Veu de Catalunya. La conmoción que causaron estos hechos fue enorme. El gobierno liberal de Eugenio Montero Ríos intentó imponer su autoridad sobre los militares y acordó no ceder a la presión de los capitanes generales que mostraron su apoyo a los oficiales insurrectos, aunque declaró el estado de guerra en Barcelona el 29 de noviembre —al parecer presionado por el rey—.
El monarca finalmente no respaldó al gobierno y apoyó la actitud del Ejército, lo que obligó a Montero Ríos a presentar la dimisión. El general José de Bascarán, jefe del Cuarto Militar del rey, se había trasladado a Barcelona y había transmitido el siguiente mensaje a la guarnición: «Su majestad el Rey me encarga que salude a ustedes en su nombre con todo afecto, y les haga presente su decisión, como primer soldado de la Nación, dentro de sus deberes de monarca constitucional, de satisfacer las legítimas aspiraciones del Ejército que seguramente continuará dando igual ejemplo de patriotismo y de disciplina que hasta aquí, sin que la prudencia y la reflexión se dejasen imponer por las circunstancias». Un artículo de La Correspondencia Militar del 1 de diciembre con el título Viva el Rey proclamaba: «El rey ha tomado a su cuenta las quejas y el deseo del Ejército […] Está con el Ejército, piensa y siente como él».
En un artículo publicado en La Publicidad el republicano populista Alejandro Lerroux apoyó a los asaltantes «que vengaron a la Patria» asegurando que si él hubiera sido militar «hubiera ido a quemar La Veu y El Cu-cut, la Lliga y el Palacio del Obispo, por lo menos». En el artículo describía el catalanismo político como «hijo degenerado de un contubernio monstruoso entre una aspiración literaturesca, romántica, y un malestar social subido al periodo agudo con motivo de la catástrofe nacional» y afirmaba «que antes que pactar con esa chusma envilecida por el amor al ochavo, que es la quintaesencia de su regionalismo separatista, estoy dispuesto a rebelarme contra todo el mundo, acompañado o solo».
El nuevo gobierno presidido por el otro líder liberal Segismundo Moret, que recibió el encargo del rey de impedir que se reprodujeran los ataques «al Ejército y a los símbolos de la Patria», se dispuso a satisfacer a los militares —nombró ministro de la guerra al general Agustín Luque, uno de los capitanes generales que más había aplaudido el asalto al ¡Cu-Cut!) y rápidamente hizo aprobar por las Cortes la Ley para la Represión de los Delitos contra la Patria y el Ejército (conocida como "Ley de jurisdicciones"—, por la que a partir de ese momento las competencias para juzgarlos pasaron a la jurisdicción militar.

### El papel del rey Alfonso XIII

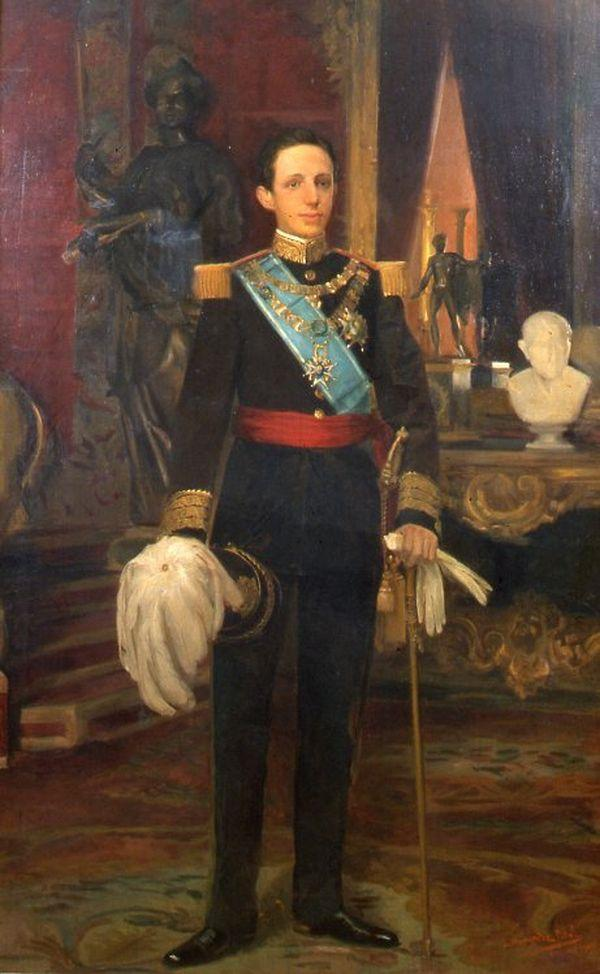
Retrato de Alfonso XIII (1905).

Según el historiador Santos Juliá, «el gobierno cedió ante el ejército gracias al peso que la Corona echaba en el platillo militar, con un resultado de largo alcance: las Cortes aprobaron la Ley, con la que creaban una esfera de poder militar autónomo y sentaban el precedente de ceder ante la insubordinación militar. La militarización del orden público había dado con esa Ley un paso de gigante». Según el historiador Borja de Riquer, «al tolerar la insubordinación de los militares de Barcelona, el monarca había dejado el sistema político expuesto a nuevas presiones y chantajes, con lo que se debilitaba notablemente la supremacía del poder civil frente al militarismo». Según el historiador Manuel Suárez Cortina, «la aprobación de la Ley de Jurisdicciones mostraba hasta qué punto la Restauración dependía del Ejército, que en los años siguientes desempeñaría un papel cada vez mayor en la defensa del régimen frente a las amenazas interiores y exteriores».
La interpretación que hacen de los hechos los historiadores Javier Tusell y Genoveva García Queipo de Llano es diferente. Según ellos «la intervención del Rey se produjo una vez probada la inicial incapacidad del gobierno [de Montero Ríos] para imponerse; hizo entonces que el general Bascarán, el segundo jefe del Cuarto Militar, acudiera a los cuarteles de Madrid, calmara las actitudes apasionadas y prometiera en nombre del monarca una modificación de la legislación en aquel sentido. […] El papel del rey puede ser descrito de forma mucho más oportuna como el de un intermediario entre el poder civil y el militar en un marco institucional no democrático en que, si el primero tomaba las decisiones principales, el segundo, cuando era capaz de actuar con unanimidad, lograba autonomía e incluso deferencia. […] La intervención del Rey en materias militares quedaba así convertida en permanente. Se basaba en el acuerdo con el ministro, variando el contenido según quién fuera este. Nacía de las aficiones del monarca pero también de las necesidades de un régimen civil débil, el cual no había retrocedido frente al ejército porque este siempre jugó un papel en el sistema político de la Restauración. A fin de cuentas, ahora no se consultaba a los generales a la hora de los cambios de gobierno como durante la Regencia".

## Las consecuencias
La aprobación de la Ley de Jurisdicciones abrió una crisis en el seno del Partido Liberal que se zanjó con la dimisión de Moret en julio de 1906. Le siguieron otros tres gobiernos liberales, pero las disensiones entre las facciones del partido continuaron por lo que el rey llamó en enero de 1907 al líder del Partido Conservador, Antonio Maura para que formara gobierno.
En respuesta a la impunidad en que habían quedado los responsables de los hechos del ¡Cu-Cut! y a la Ley de Jurisdicciones se formó en Cataluña en mayo de 1906 una gran coalición, presidida por el anciano republicano Nicolás Salmerón, en la que se integraron los republicanos —excepto el partido de Alejandro Lerroux—, los catalanistas (la Lliga Regionalista, la Unió Catalanista y el Centre Nacionalista Republicà, un grupo escindido de la Lliga unos meses antes), y hasta los carlistas catalanes.
Sus éxitos de convocatoria fueron espectaculares con manifestaciones masivas como la celebrada en Barcelona el 20 de mayo de 1906 que congregó a 200.000 personas. Como ha destacado Borja de Riquer, «gracias a la Solidaritat el catalanismo, que apenas había tenido presencia institucional [en las elecciones de noviembre de 1905 solo habían obtenido siete diputados], se extendió rápidamente por todo el territorio catalán». En las elecciones generales de 1907 Solidaritat Catalana obtuvo un triunfo arrollador ya que consiguió 41 diputados de los 44 que le correspondían a las provincias catalanas.
Tras su victoria en las elecciones, como ha destacado Borja de Riquer, «ya nada sería igual en la vida política catalana, y los gobiernos de Madrid, y la propia corona, deberían asumir el hecho de que la cuestión catalana se había convertido en uno de los problemas más preocupantes de la vida política española».